# Арруда Сампайо, Плиниу ди
Плиниу Суарис ди Арруда Сампайо (порт. Plínio Soares de Arruda Sampaio; 26 июля 1930, Сан-Паулу — 8 июля 2014, Сан-Паулу) — бразильский левый интеллектуал и политический активист. Видная фигура Партии социализма и свободы (PSOL), от которой баллотировался в президенты Федеративной Республики Бразилии в 2010 году.
Один из самых уважаемых представителей левого католицизма и защитников теологии освобождения, Плиниу ди Арруда Сампайо активно участвовал в борьбе против военной диктатуры и поддерживал различные социальные движения. Он был депутатом Палаты депутатов (в 1963—1964 и 1987—1991 годах) и Учредительного собрания 1988 года. Он также возглавлял Бразильскую ассоциацию земельной реформы (ABRA) и руководил еженедельной газетой «Correio da Cidadania».

## Биография

### Начало общественно-политической деятельности

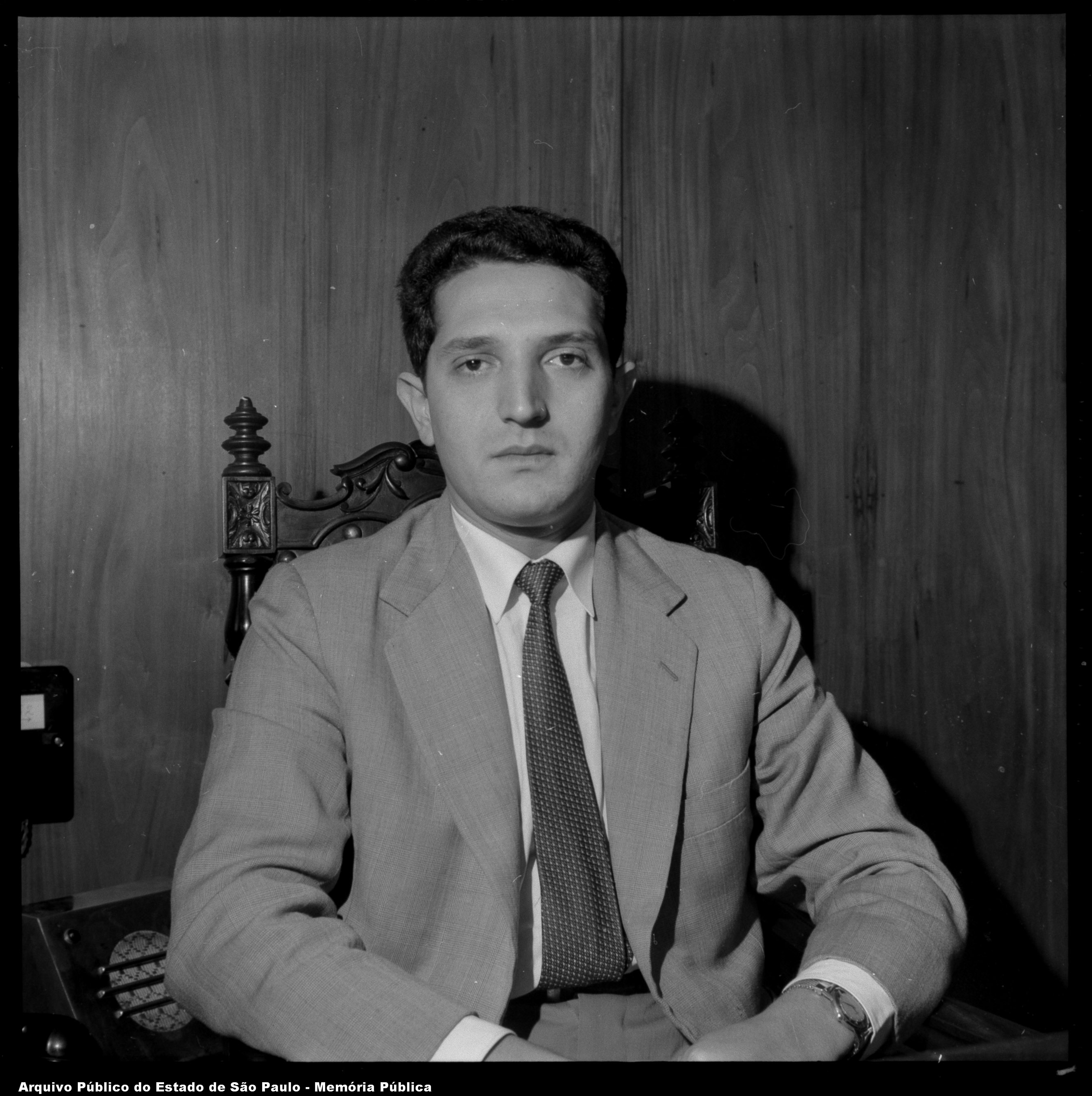
Плиниу ди Арруда Сампайо в 30-летнем возрасте

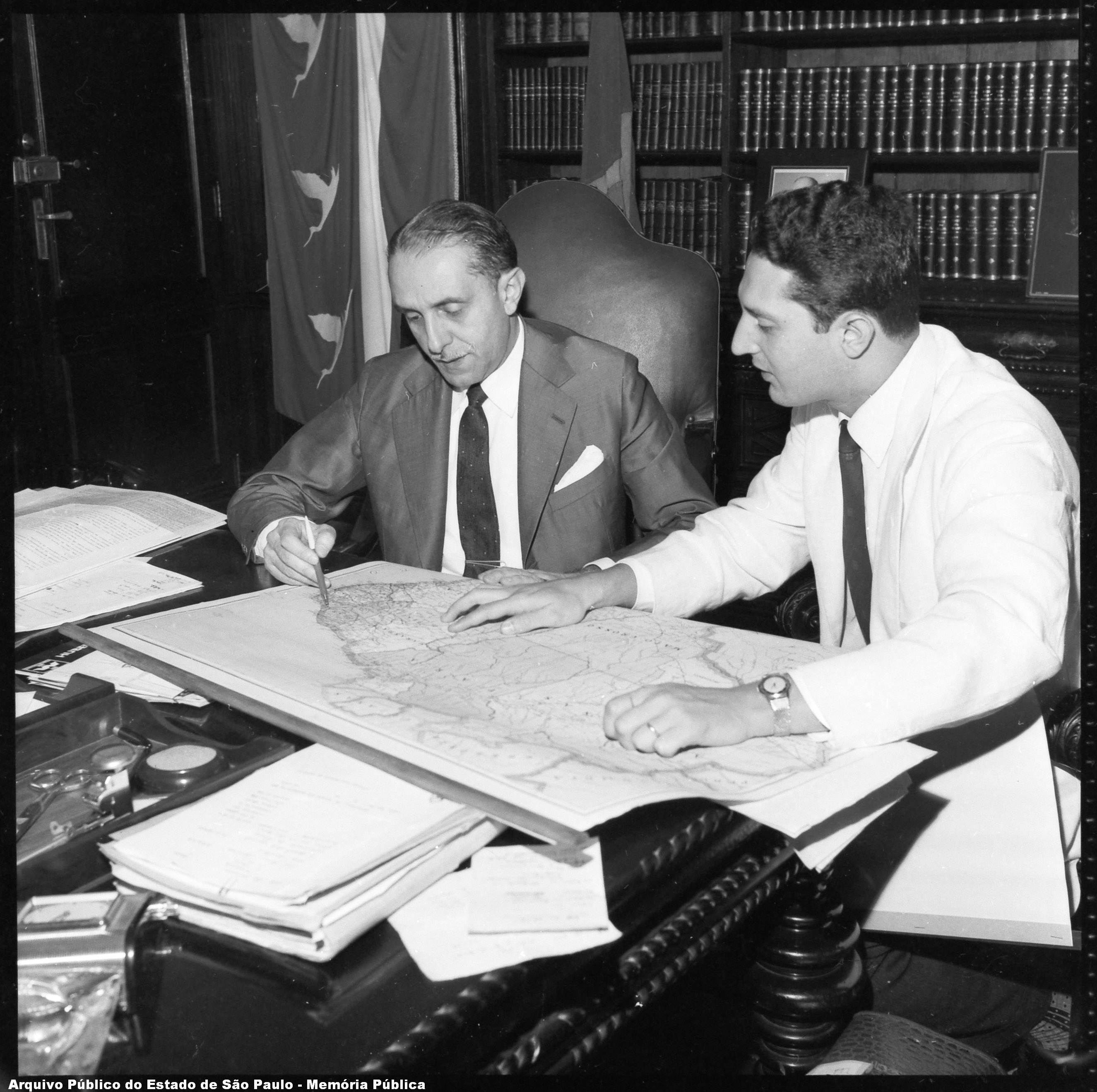
Губернатор Карвалью Пинту и Арруда Сампайо, 1960 год

Арруда Сампайо родился в Сан-Паулу. Окончил юридический факультет Университета Сан-Паулу в 1954 году, был президентом Католической университетской молодёжи и активным членом Народного действия (Ação Popular) — левой организации, возникшей из мирских движений Бразильского католического действия.
Вошёл в общественно-политическую жизнь во время губернаторства в штате Сан-Паулу Карвалью Пинту (1959—1963), который назначил его заместителем директора Гражданской государственной палаты и координатором плана действий правительства (Арруда Сампайо занимал эту должность до 1962 года).
Он также был секретарём по правовым вопросам, а с 1961 по 1962 год работал в городе Сан-Паулу секретарём внутренних дел и юстиции. В 1962 году он был избран от Христианско-демократической партии членом Конгресса, в котором вошёл в комитет по экономике, сельскому хозяйству и правоохранительной деятельности и комитета по социальному законодательству Палаты депутатов Бразилии.
Будучи важным деятелем левого крыла христианской демократии, он был докладчиком по проекту аграрной реформы, которая объединила основные предложения для левоцентристского правительства Жуана Гуларта. Арруда Сампайо создал специальный комитет по земельной реформе и предложил модель перераспределения земель в пользу крестьянства, вызвавшую негодование могущественных помещиков страны. В первые дни после государственного переворота 1964 года он был одним из первых 100 бразильцев, лишённых военной диктатурой политических прав.

### Эмиграция и Бразильское демократическое движение
Арруда Сампайо отправился в изгнание в Чили, где прожил шесть лет, работая в ФАО. В 1970 году он переехал в США, где продолжал работать в ФАО, а также в Межамериканском банке развития в Вашингтоне, прежде чем получить степень магистра в экономике сельского хозяйства в Корнеллском университете.
Вернувшись в Бразилию в 1976 году, он приступил к преподаванию в Фонде Жетулиу Варгаса, где основал Центр современных культурных исследований (Cedec), а также был видным активистом борьбы против военного режима и за амнистию демократических политиков, изгнанных из политической жизни.
В это время, наряду с другими левыми интеллектуалами, он присоединился к партии Бразильского демократического движения (БДД) — оппозиционной силе из числа двух политических партий, разрешённых военной диктатурой. Арруда Сампайо, Алмину Аффонсу и Франсишку Веффорт выдвинули в сенат Бразилии кандидатуру социолога Фернанду Энрики Кардозу, с которым заключили договорённость о создании новой левоцентристской Народно-демократической социалистической партии, если Кардозу наберет более миллиона голосов — он получил 1,6 миллиона голосов.
Однако идея создания новой демократической и социалистической партии была сорвана изменением планов Кардозу после избрания сенатором в 1978 году, который заявил, что несмотря на данные им обещания, приоритетом является укрепление партии БДД. Арруда Сампайо и Веффорт, озадаченные этим разворотом, покинули БДД и нашли такую партию в лице создаваемой по инициативе рабочего движения Партии трудящихся (ПТ).

### Основание и траектория Партии трудящихся (1980—2005)

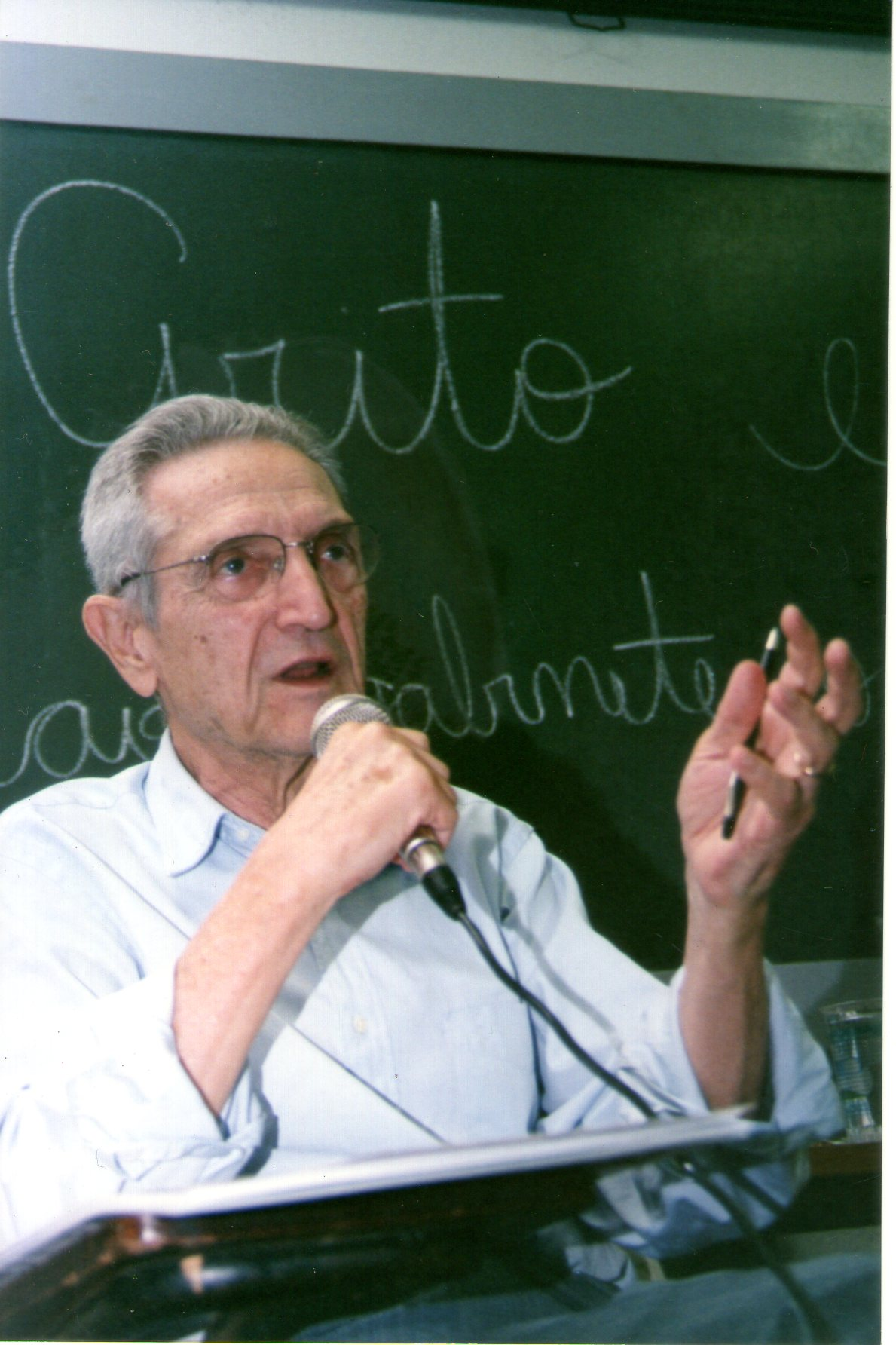
Арруда Сампайо в университетской аудитории

Арруда Сампайо выступил автором устава учреждённой в 1980 году Партии трудящихся и одним из создателей прочих её основных документов.
В 1982 году он баллотировался в конгресс от Сан-Паулу и проиграл, но позже занял место Эдуарду Суплиси, подавшего в отставку, чтобы баллотироваться на пост мэра Сан-Паулу. В 1986 году Арруда Сампайо был избран депутатом с 63 899 голосами, став таким образом вторым по электоральной популярности депутатом ПТ (после её лидера Луиса Инасиу Лулы да Силвы).
Как член Учредительного собрания, он приобрёл широкую известность тем, что предлагал и защищал модель конституционной реформы, направленной на уничтожение системы плантаций крупных землевладельцев, а также стал единственным депутатом ПТ, возглавившим рабочий комитет. В Учредительного собрания Арруда был членом редакционной комиссии, комитета по систематизации, комитета по государственным учреждениям и главой подкомитета по городам и районам.
Он также был заместителем лидера ПТ в 1987 году и сменил Лулу да Силву в руководстве парламентской фракции партии в 1988 году. В этом же году он уступил Луизе Эрундина в соревновании за выдвижение от партии на выборах мэра Сан-Паулу — она победила на них, выиграв таким образом для ПТ первые мэрские выборы.
В 1990 году Арруда Сампайо баллотировался на пост губернатора Сан-Паулу, но был побеждён кандидатом от Партии бразильского демократического движения — секретарём штата по общественной безопасности Луисом Антониу Флери Филью, которого поддерживал действующий губернатор.
В 1992 году Плиниу поддержал импичмент президента Фернанду Колора по нескольким обвинениям в коррупции, остался в оппозиции и критиковал «План Реал» Итамара Франку и Ф. Э. Кардозу.

### Партия социализма и свободы; президентские выборы

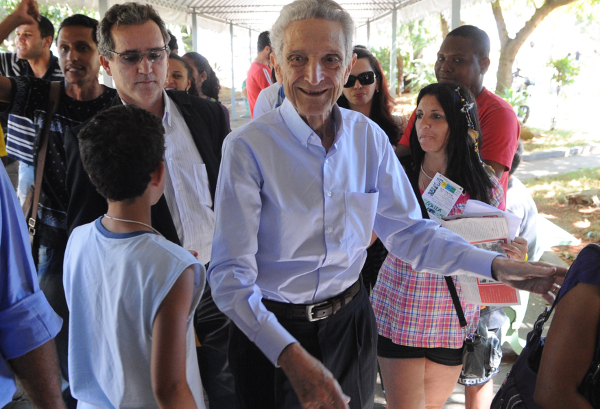
Кандидат в президенты Арруда Сампайо во время посещения Университета Бразилиа

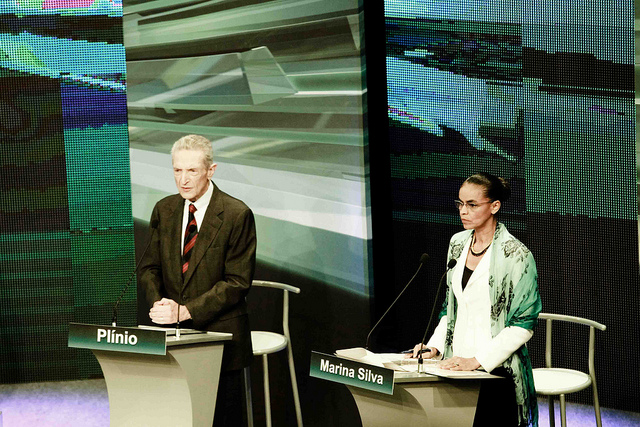
Марина Силва и Арруда Сампайо участвуют в президентских дебатах

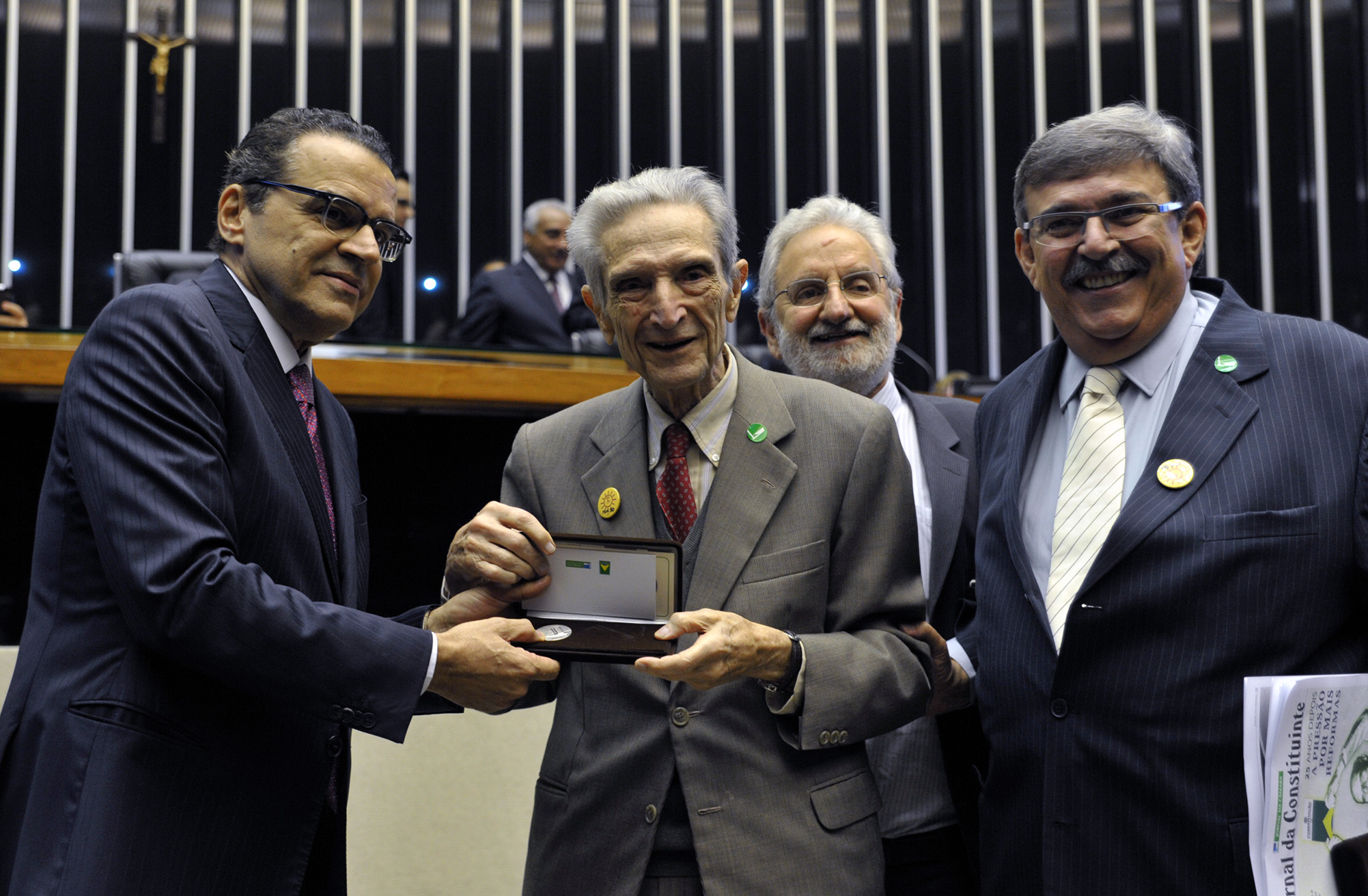
Председатель Палаты депутатов Энрики Эдуарду Алвис (слева) вручает Арруде Сампайо мемориальную награду в честь 25-й годовщины принятия Конституции Бразилии 1988 года в присутствии депутата Ивана Валенти (справа сзади)

Вместе с рядом других основателей и исторических лидеров Партии трудящихся Арруда Сампайо критиковал курс, принятый партией после её прихода к власти в XXI веке, так как тот включал множественные компромиссы с капитализмом и антисоциальные меры, противоречившие программным установкам ПТ. Плиниу в то время был кандидатом в президенты ПТ, возглавляя список «Esperança Militante», но на внутренних выборах набрал 13,4 % голосов членских организаций и занял только 4-е место. Выйдя из партии в 2005 году, Арруда Сампайо и значительная часть левого крыла ПТ создали Партию социализма и свободы (PSOL), объединившую преимущественно марксистские и троцкистские силы.
В 2006 году Арруда Сампайо был кандидатом от PSOL на пост губернатора Сан-Паулу. В избирательной кампании он объединил усилия с другими радикальными левыми (Бразильская коммунистическая партия, Объединённая социалистическая рабочая партия). На этих выборах его партия получила около 450 000 голосов. Защищая непосредственную борьбу за социализм (в чём он опирался на революционно-социалистические внутрипартийные течения вроде Коллектива социализма и свободы и «Розы народа»), его программа отличалась от народно-демократического направления большинства PSOL, представленного Элоизой Эленой, которая тогда была кандидатом в президенты от партии, и её Народно-социалистическим действием (Ação Popular Socialista).
На втором съезде PSOL депутат штата Рауль Марселу выдвинул предварительную кандидатуру Арруды Сампайо на пост президента на выборах 2010 года. Его целью было разработать программу, которая служила бы единству социалистических левых против капитала и противодействию негативному влиянию экономического кризиса на положение рабочего класса. Несколькими днями позже был представлен манифест с сотнями подписей в поддержку предварительной кандидатуры Плиниу де Арруды Сампайо, которая была официально выдвинута на съезде в Сан-Паулу 30 июня 2010 года. На президентских выборах Плиниу занял четвёртое место, набрав 886,8 тысяч голосов (0,87 % от действительных).
В 2013 году на внутренних выборах PSOL Плиниу поддержал так называемый «Левый блок», состоящий из таких течений, как «Левое социалистическое движение», «Восстание, свобода, социализм и революция», «Социалистическое течение трудящихся», «Рабочие в социалистической борьбе», «Коллектив 1 мая», и инакомыслящих из Народно-социалистического действия.

### Смерть
8 июля 2014 года Арруда Сампайо скончался в Сирийско-ливанской больнице в Сан-Паулу от рака костей, с которым он боролся более месяца. У него остались шестеро детей, в том числе экономист и историк Плиниу ди Арруда Сампайо-младший.
До последних своих дней политик активно участвовал в акциях протеста на Авенида Паулиста, главной магистрали Сан-Паулу — так, на Международный женский день в 76-летнем возрасте он вышел на марш за права трудящихся женщин и против внешней политики тогдашнего президента США Джорджа Буша-младшего, а в возрасте 82 лет протестовал против повышения цен на проезд в общественном транспорте во время массовых манифестаций 2013 года.